# 安藤国近
安藤 国近（あんどう くにちか）は、江戸時代中期の武士。美作国津山藩の家老。松平忠直の曾孫で結城秀康の玄孫。

## 略歴
元禄5年（1693年）12月10日、松平綱国の子として江戸柳原邸にて誕生。幼名は亀之助。家老・安藤之常に養育され元禄9年（1696年）8月28日に安藤姓を称した。
宝永2年（1705年）1月12日、通称を嘉藤治に改める。宝永3年（1706年）11月27日に元服する。
宝永7年（1710年）10月、疱瘡に罹る。同年12月16日、家老職を命じられる。享保9年（1724年）8月9日、父に先立ち死去した。
家督は嫡男・近倫（造酒助）が相続した。父更山（綱国）の養女となった娘は、享保12年（1727年）4月5日に岡山藩家老池田政純（岡山藩主池田継政の同母弟）に嫁いだ。
子孫は代々津山藩に家老として仕え、近倫の養子国睦（造酒助）が安永2年（1773年）安藤から永見氏に改め、その後は国保（駿河）、国誠（小刑部）と続き、明治3年（1870年）国忠（丹波）の代に松平に復姓した。

## 系譜
- 生母不明の子女
  - 嫡男：近倫
  - 養女：豊子（1712-1766） - 松平綱国の娘、池田政純正室